# Grasski
Grasski oder Gras-Ski ist eine Sportart, die von Frühjahr bis Herbst auf mit Gras bewachsenen Hängen ausgeübt wird. Sie ist vom Bewegungsablauf eng mit dem alpinen Skilauf verwandt. Das verwendete Sportgerät, der Grasski, unterscheidet sich jedoch gänzlich von dem für den Wintersport verwendeten Ski. Mit Grasskiern rollt der Läufer über die Piste, ein Gleiten wie auf Schnee ist bisher nicht möglich. Daher wird Grasski auch als Rollski Alpin bezeichnet.

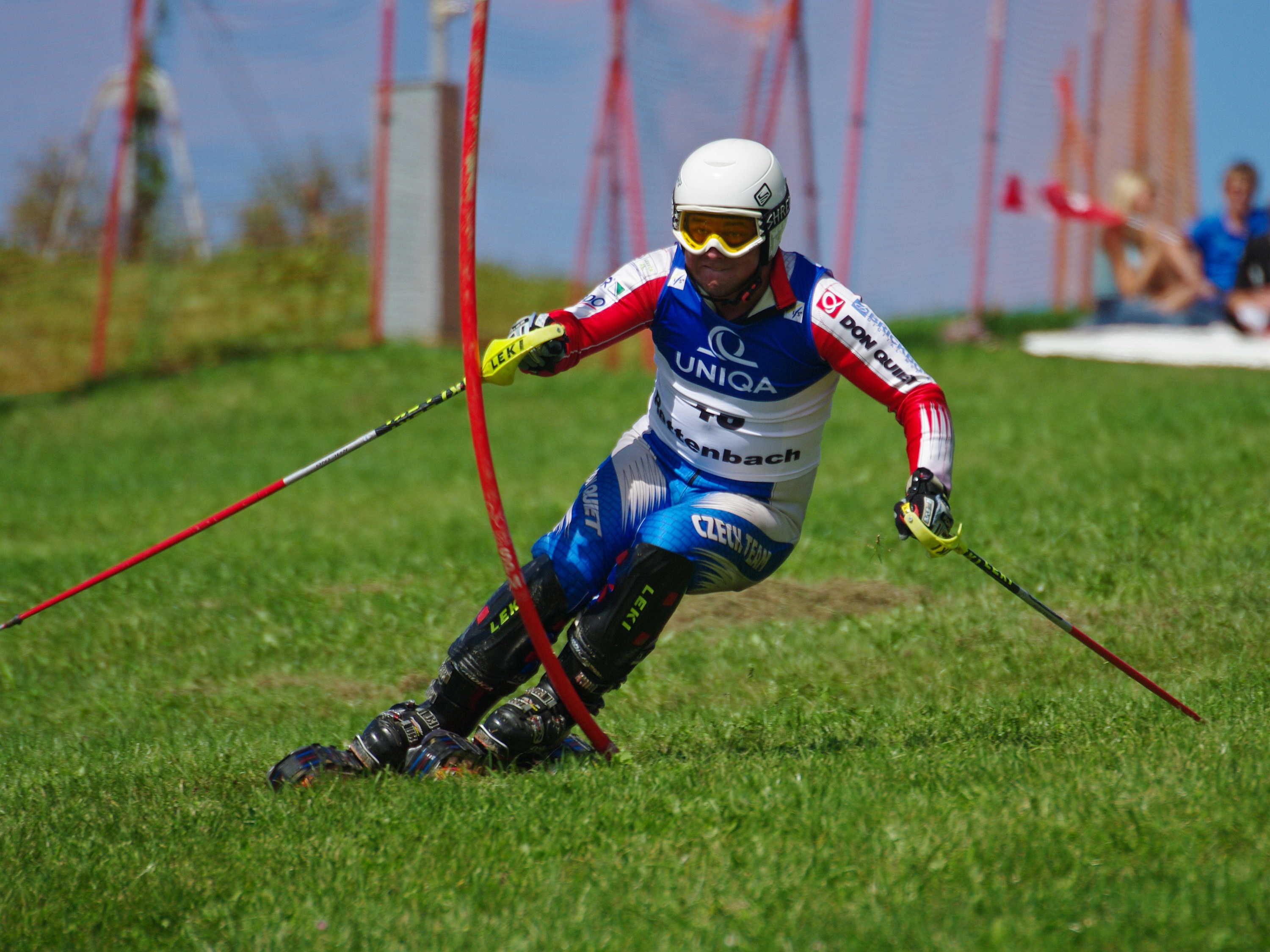
Der tschechische Grasskiläufer Jakub Nekvapil im Slalom der Weltmeisterschaft 2009.

## Geschichte
Bereits 1883 wurde in Österreich ein „Rollskischuh“ zum Patent angemeldet, der jedoch schnell wieder in Vergessenheit geriet. Der Vorläufer der heute verwendeten Grasskier wurde 1960 von dem Deutschen Josef Kaiser entwickelt, um den Alpinskiläufern eine Trainingsmöglichkeit während der schneefreien Zeit abseits der Gletscherskigebiete zu geben. Als Sommertraining konnte sich Grasski jedoch nie durchsetzen und so begannen sich Sportler auf den Grasskilauf zu spezialisieren. In den 1960er- und 1970er-Jahren verbreitete sich die neue Sportart von Deutschland aus zunächst über Österreich, Schweiz und Italien, anschließend in Westeuropa, im asiatischen Raum und in Australien. Später wurde Grasski auch in osteuropäischen Ländern, der Türkei und im Iran populär.
Mit zunehmender Anzahl der aktiven Grasskiläufer begannen sich nationale und internationale Wettkämpfe und Rennserien zu entwickeln. Im Jahr 1971 wurde erstmals ein Grasski-Europacup ausgetragen, 1976 wurde die erste Europameisterschaft veranstaltet und seit 1979 finden alle zwei Jahre Weltmeisterschaften statt. Im Jahr 2000 wurde der Europacup durch den Grasski-Weltcup abgelöst.
Grasski wird im Allgemeinen nicht zum Rollsport (Ableger des Rollschuhfahrens, einschließlich adaptierter Wintersportarten) gerechnet, hauptsächlich, weil die urbane Komponente der Ausübung auf Asphalt fehlt. Daher ist der Sport auch verbandsmäßig noch bei den Skiverbänden organisiert, mit denen er die Infrastruktur der Aufstiegshilfen und Pisten teilt.
Grasski erhielt 1976 im Deutschen Skiverband und 1978 im Österreichischen Skiverband ein eigenes Referat. Im Jahr 1985 wurde Grasski unter Präsident Marc Hodler in den Internationalen Skiverband (FIS) integriert. Der Beschluss dazu erfolgte auf dem XXXV. FIS-Kongress in Vancouver. Davor wurde der Grasskisport vom Internationalen Grasskiverband (IGSV) organisiert und reglementiert. Erster Vorsitzender des FIS-Grasski-Komitees war der Österreicher Robert Apschner, der zuvor Präsident des IGSV war. Ihm folgte 2002 der Tscheche Jiří Russwurm.

## Ausrüstung

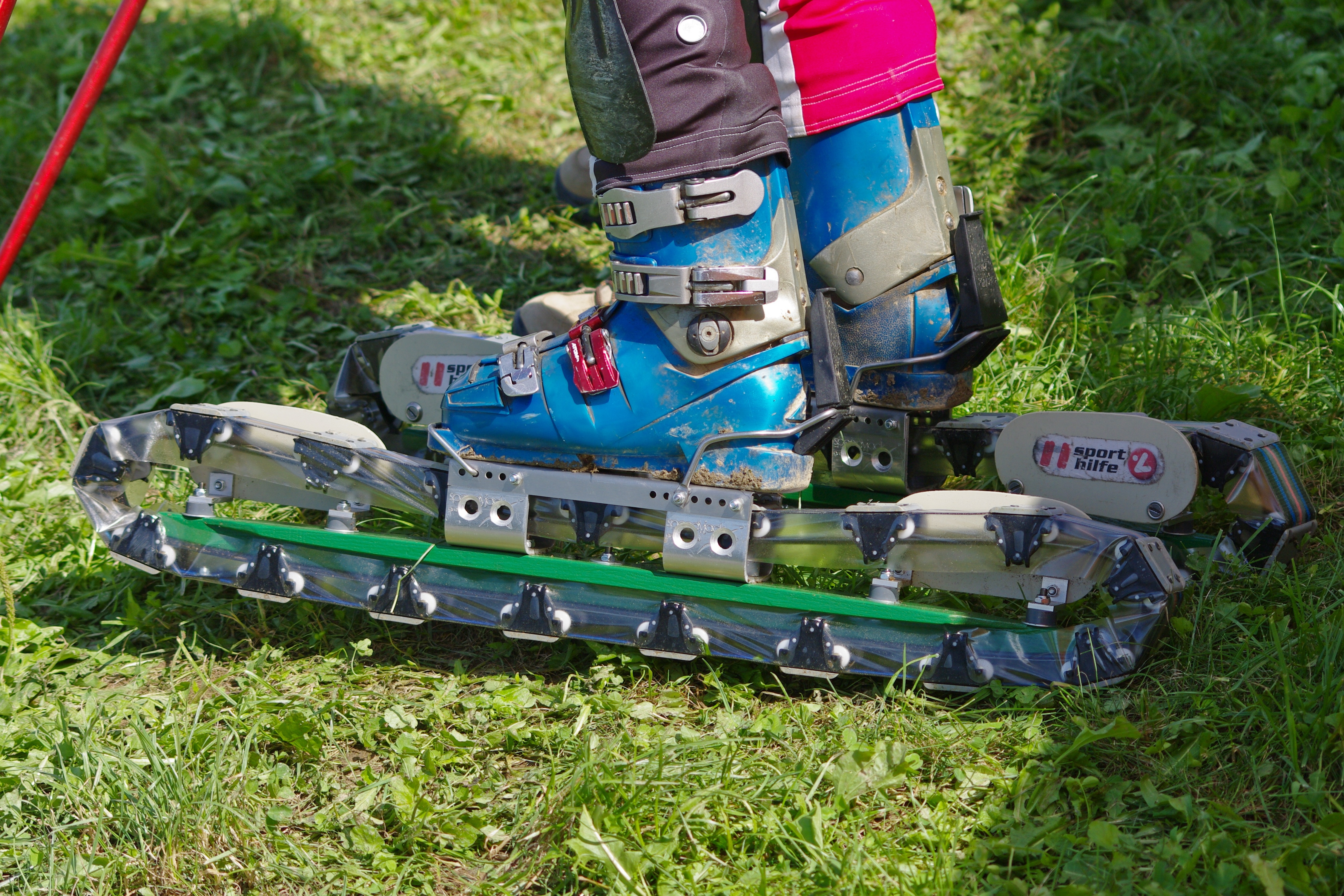
Grasskier, Bindung und Skischuhe

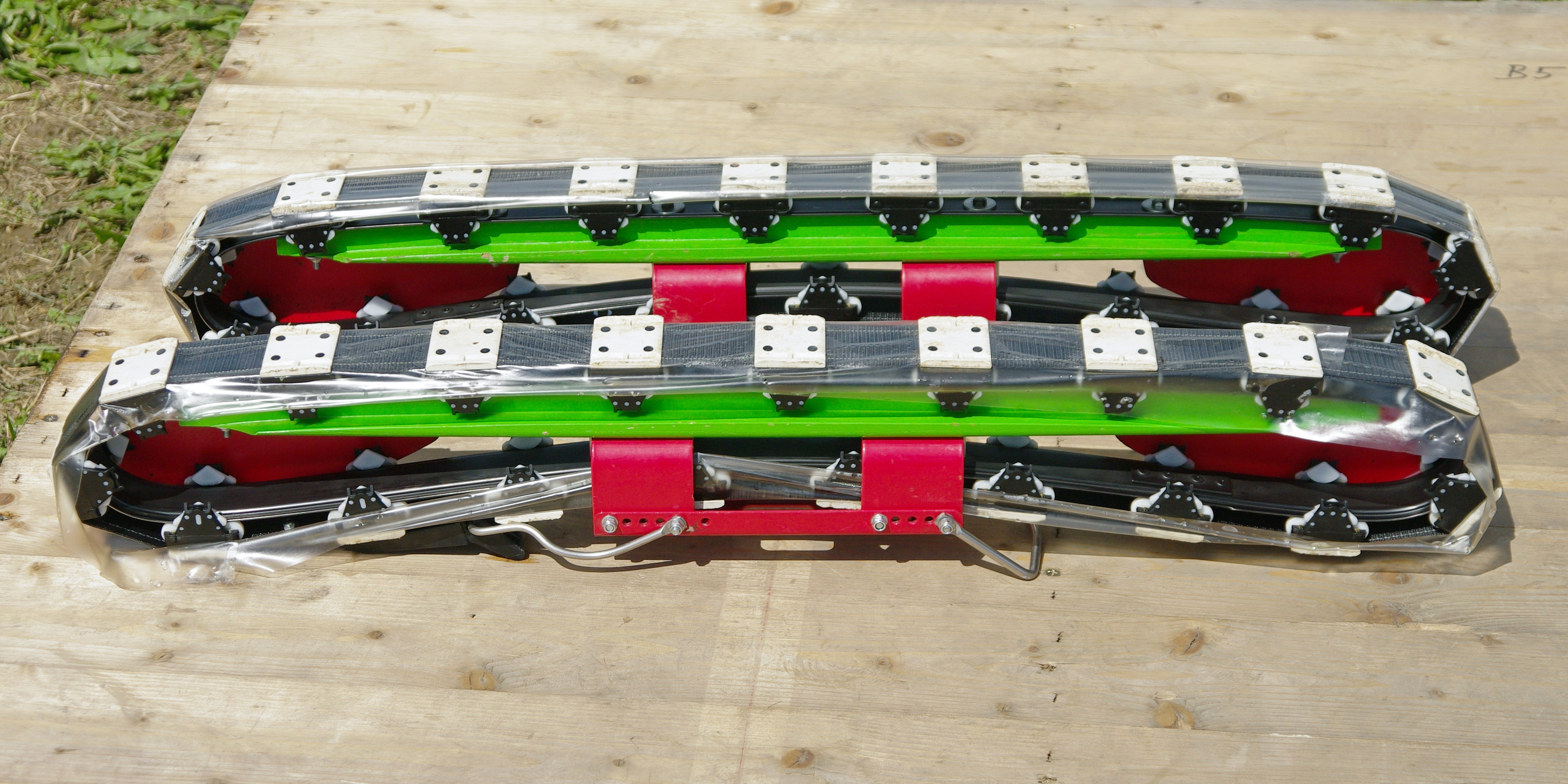
Unterseite

### Grasski und Bindung
Ein Grasski besteht aus einer Laufschiene, über die mit Hilfe von Rollelementen der sogenannte Belag – ein Gurt mit Gleitelementen – läuft, und ähnelt somit dem Kettenlaufwerk eines Kettenfahrzeugs. Der Gurt ist mit einer speziellen Kunststofffolie vor Verschmutzung geschützt. Die Laufschiene ist über eine Holzplatte mit der Bindung verbunden, auf der über zwei Metallbügel mit einer Schnalle eine feste Verbindung zu einem herkömmlichen Skischuh hergestellt wird.
Die maximale Höhe eines Grasskis beträgt 12 cm. Die Länge ist für Kinder bis 14 Jahre auf 80 bzw. 85 cm begrenzt; für Junioren ab 15 Jahren und Erwachsene ist die maximale Länge nicht limitiert, sie geht bis etwa 100 cm. Der Abstand zwischen oberer und unterer Laufschiene darf, gemessen an den Enden der Bindungsplatte, 66 mm nicht überschreiten.

### Weitere Ausrüstung
In FIS-Wettkämpfen und den dazugehörigen Trainingsläufen ist die Verwendung von Skihelmen und Rückenprotektoren, wie sie auch im Alpinen Skisport eingesetzt werden, verpflichtend vorgeschrieben. Die weiteren Ausrüstungsgegenstände wie Rennanzug, Skischuhe, Skistöcke und Handschuhe entsprechen ebenfalls jenen der Alpinskiläufer. Skibrillen werden nicht von allen Läufern getragen. 

## Disziplinen
Im Grasski werden die Disziplinen Slalom, Riesenslalom, Super-G, Super-Kombination (früher Kombination), seltener auch Parallelbewerbe ausgetragen. Im Gegensatz zu den Alpinrennen fahren Damen und Herren in der Regel hintereinander auf demselben Kurs.

## Wettkämpfe
Die Wettkämpfe im Grasskisport werden von der FIS organisiert. Neben FIS-Rennen wird seit 2000 jährlich der Weltcup und seit 1979 alle zwei Jahre eine Weltmeisterschaft ausgetragen. Für junge Grasskiläufer im Alter von 15 bis 20 Jahren wird seit 1990 jährlich eine Juniorenweltmeisterschaft veranstaltet.
Vor Einführung des Weltcups wurde seit 1971 ein Grasski-Europacup ausgetragen sowie von 1976 bis 1996 abwechselnd mit den Weltmeisterschaften eine Europameisterschaft. Von 1975 bis 1989 wurden Junioreneuropameisterschaften abgehalten.

## Belege
1. 1 2 3  Österreichischer Skiverband (Hrsg.): 100 Jahre Österreichischer Skiverband. Ablinger & Garber, Hall in Tirol 2005, S. 211 f.
2. 1 2  Geschichte und Disziplinen im Grasski. www.oesv.at, archiviert vom Original (nicht mehr online verfügbar) am 12. Februar 2010; abgerufen am 11. Oktober 2009.
3. ↑  Geschichte des Grasskisports. (Memento vom 29. Oktober 2008 im Internet Archive). www.grasski-deutschland.de
4. 1 2 3  Internationale Skiwettkampfordnung Grasski (Ausgabe 2008). (PDF) Internationaler Skiverband, S. 45, archiviert vom Original (nicht mehr online verfügbar) am 1. April 2010; abgerufen am 11. Oktober 2009.